# Musica vietnamita
La musica vietnamita è la musica della tradizione vietnamita.
Questo tipo di musica ha due modalità principali, il Bac, cioè la musica allegra e Nam, cioè la musica triste.
Così come in Corea, Mongolia e Giappone la musica vietnamita è stata influenzata dalla musica cinese.
Questa musica è stata creata nel periodo del Champa.
Tra gli strumenti musicali ricordiamo il Dan bau , tipico strumento monocorde.

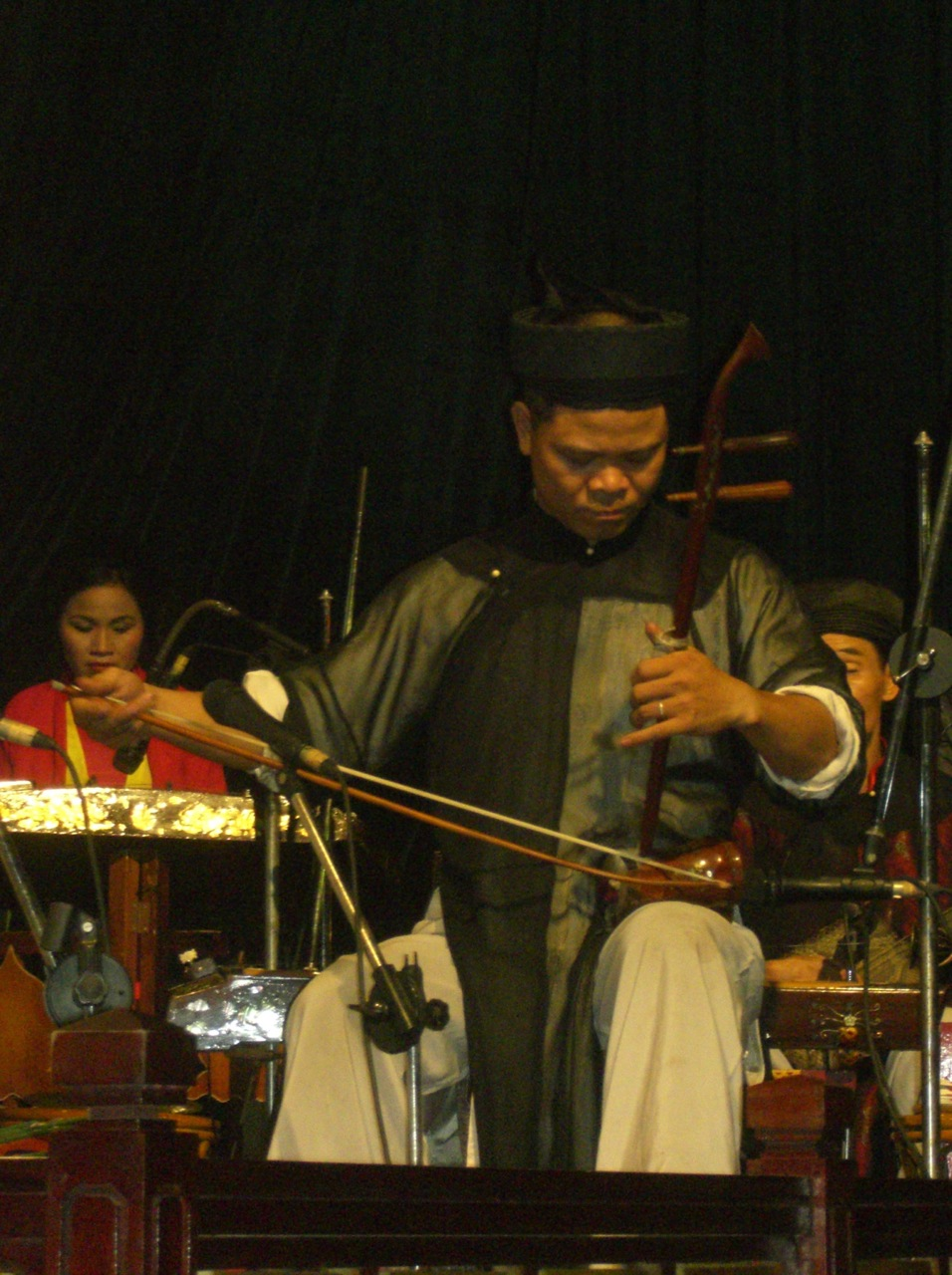
Un musicista che suona uno strumento tradizionale

## Strumenti tradizionali
- Đàn môi, trad. "Violino labiale"[3]
- Đàn bầu, trad. "Liuto monocorde"[4]
- Đàn gáo, trad. "Liuto in guscio di cocco"[5]
- Đàn nguyệt, trad. "Liuto Lunare"[6]
- Đàn nhị, trad. "Violino a due corde"[7]
- Đàn sến, trad. "Liuto a due corde, ad accordo variabile"[8]
- Đàn tam, trad. "Liuto a tre corde"[9]
- Đàn tam thập lục, trad. "Dulcimer a trentasei corde"[10]
- Đàn tranh, trad. "Cetra a sedici corde"[11]
- Đàn tỳ bà, trad. "Liuto a quattro corde"[12]
- Kèn bầu
- T'rưng
- K'ni